# KAN リトルジョー
KANとは、日本軍が用いた神風特攻戦術への対応として1945年に開発が始められた、アメリカ海軍の最初期の短距離艦対空ミサイルである。別称はリトルジョー。このミサイルは試験に成功したものの、第二次世界大戦の終結によりミサイルの需要が除かれたために1946年には計画が放棄された。

## 設計と開発
リトルジョーの開発開始は1945年で、アメリカ海軍は日本軍の神風特攻機に対して効果的な個艦防空を求めていた。最終的な艦対空ミサイル計画であるSAM-N-2ラークが実現するまで少し時間がかかると予期されており、そこで既存の部品を用いるもっと簡易なミサイルが海軍航空資材局に要求された。
このミサイルの識別名称はKAN-1、通称はリトルジョーである。これはアメリカ合衆国が開発し試験した最初期のSAMとなった。リトルジョーの胴体部は、普通のエアロジェット・離陸促進用ロケット（JATO）と基本的に同じである。これはいつも、大重量の荷物を搭載した航空機に、離陸用の追加推力を与えるために用いられていた。ミサイルには十字翼と制御用の舵面を持つ前翼が取り付けられた。誘導はMCLOS方式、つまり照準線を無線で指令するシステムである。特攻機に対応し、速やかに迎撃する必要があるため、ロケットには4基の補助ロケットがブースターのように取り付けられた。
弾頭は標準的な100ポンド（45.4kg）の汎用航空爆弾が使われている。標的が致命的な範囲に入ると、近接信管が爆弾を発火させる。重い弾頭は攻撃をかける航空機を確実に破壊するものと予期されていた。

## 実戦投入

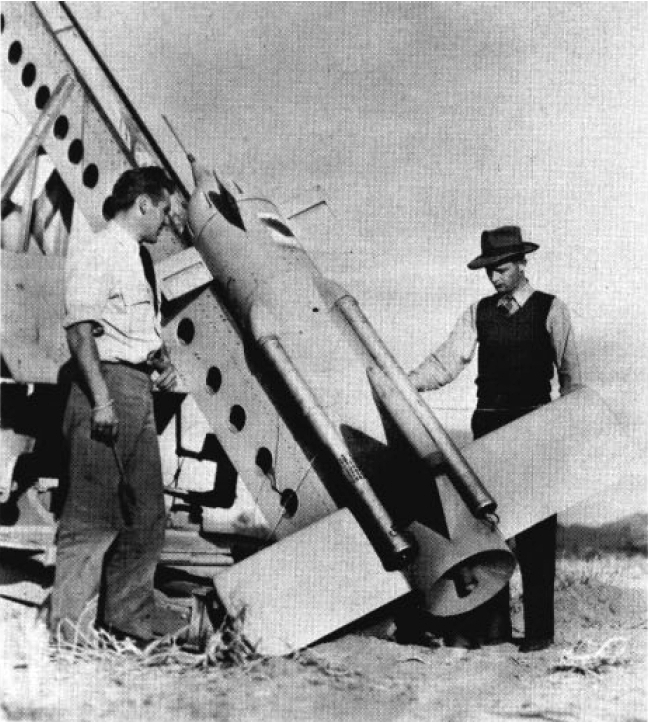
ポイント・ムグ海軍航空基地にて撮影されたKAN-1ミサイル

リトルジョーの初試験は1945年7月に行われた。テストではミサイルの性能が予期していたよりも低いことが示された。加えてブースターや持続燃焼エンジンからの噴射煙は、ミサイルの操作員がこの兵器を誘導し続けるのを難しくしていた。
ミサイルの問題に対処する試みとして、リトルジョーの改良型がKAN-2の識別名称を受け、開発に入った。これには持続燃焼用として、新しく燃焼煙の少ない推進剤を用いていた。これ加えて目視追尾を容易くするため、ミサイルの尾部にフレアーが内蔵された。ブースト性能を増すためにさらに2基の追加ブースターが付き、総計で6基となった。
総計15発のリトルジョーが製造され、試験プログラムにより発射されている。第二次世界大戦の終結に伴い、ミサイルの緊急の必要性もなくなり、加えて試験プログラムは引き続き問題を抱えており、リトルジョーの開発計画は1946年中にキャンセルされた。